# Cine Teatro Carlos Gomes

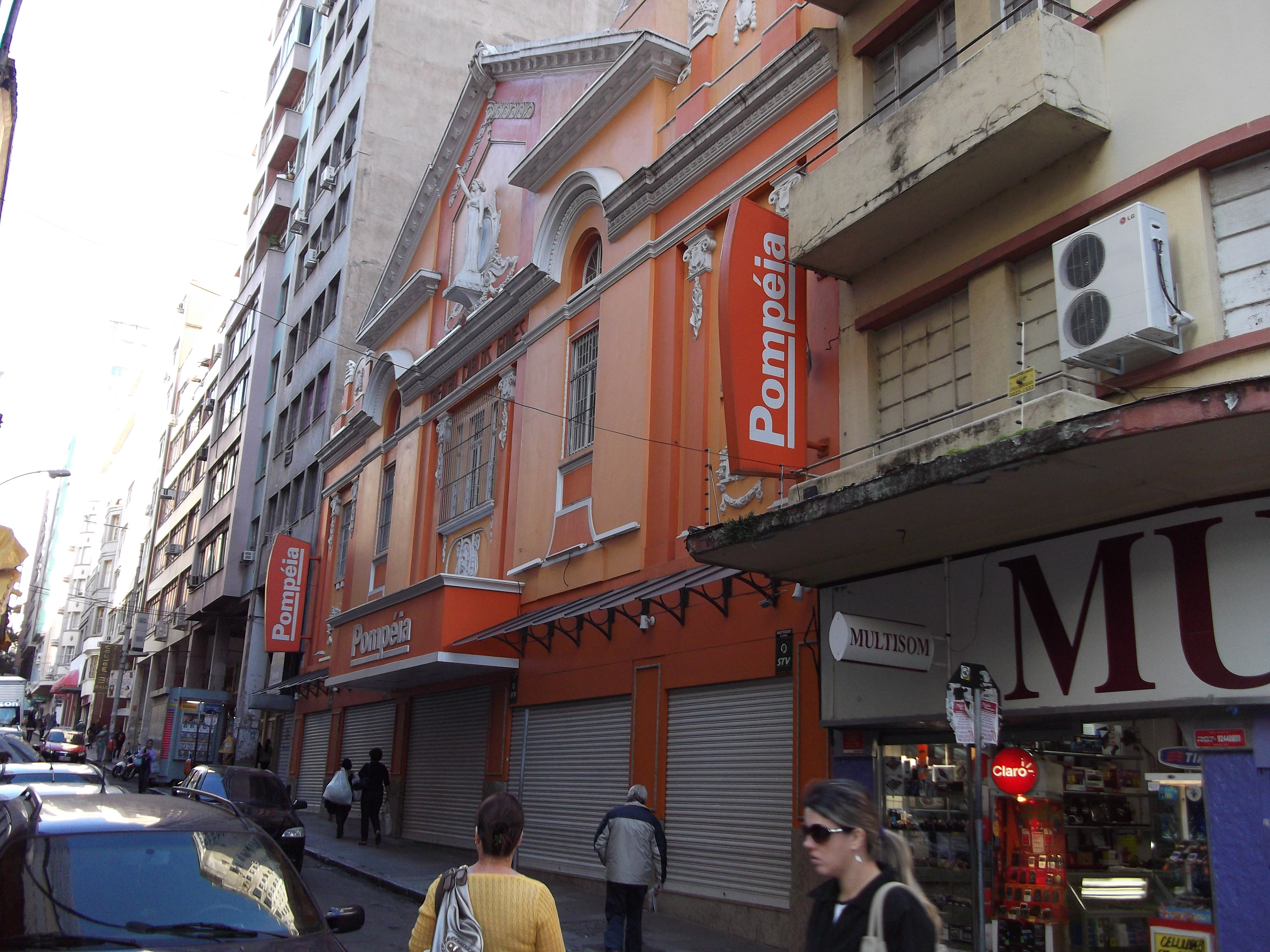
Fachada do antigo Cine Teatro.

O Cine Teatro Carlos Gomes foi uma casa de espetáculos localizada no Centro Histórico de Porto Alegre, Brasil.

## História
Situado à Rua Vigário José Inácio, 355, foi inaugurado em abril de 1923 por Lourenço Romero e Augusto Sendzich, mas no mesmo ano o controle passou para Pasqual, Francisco e Salvador Sirângelo, irmãos que controlavam vários outros cinemas da cidade. O Carlos Gomes oferecia uma programação diversificada, com filmes, montagens dramáticas, apresentações de orquestras, números de mágica e espetáculos de variedades, que atendiam, conforme o caso, as expectativas do público culto ou do popular. Por décadas foi um dos estabelecimentos mais concorridos da cidade.
Entre 1942 e 1971 Horácio Castello tornou-se o sócio majoritário e principal administrador, passando a privilegiar o cinema. Ele tinha contatos com importantes distribuidoras, mas não cedia exclusividade para nenhuma, o que possibilitava a apresentação de uma ampla gama de películas, além de introduzir inovações como sessões duplas ao preço de uma. Depois Mário Difini assumiu a administração, trazendo filmes europeus pouco divulgados no grande circuito, prática continuada por seu genro Guilherme Leite a partir de 1974.
Atraindo um público diferenciado, o Carlos Gomes permanecia como o segundo em arrecadação de bilheteria na cidade e uma das maiores do Brasil. Ao mesmo tempo foram introduzidas pornochanchadas brasileiras e filmes eróticos franceses. A partir do final da década de 1980 o gênero pornográfico passou a dominar as sessões. Numa época em que era ainda novidade, o público aumentou, as filas para ingresso faziam a volta na quadra e vinham caravanas do interior para as programações. Na década de 1990 a novidade se dissipara, o público começou a diminuir e iniciava seu declínio final. Em 2000 foi feita uma tentativa de retomar os espetáculos ao vivo, com teatro de sexo explícito, mas teve êxito efêmero, encerrando suas atividades em 2002. Com todas as suas mudanças, o Carlos Gomes foi uma das mais longevas e tradicionais casas de espetáculo da cidade.

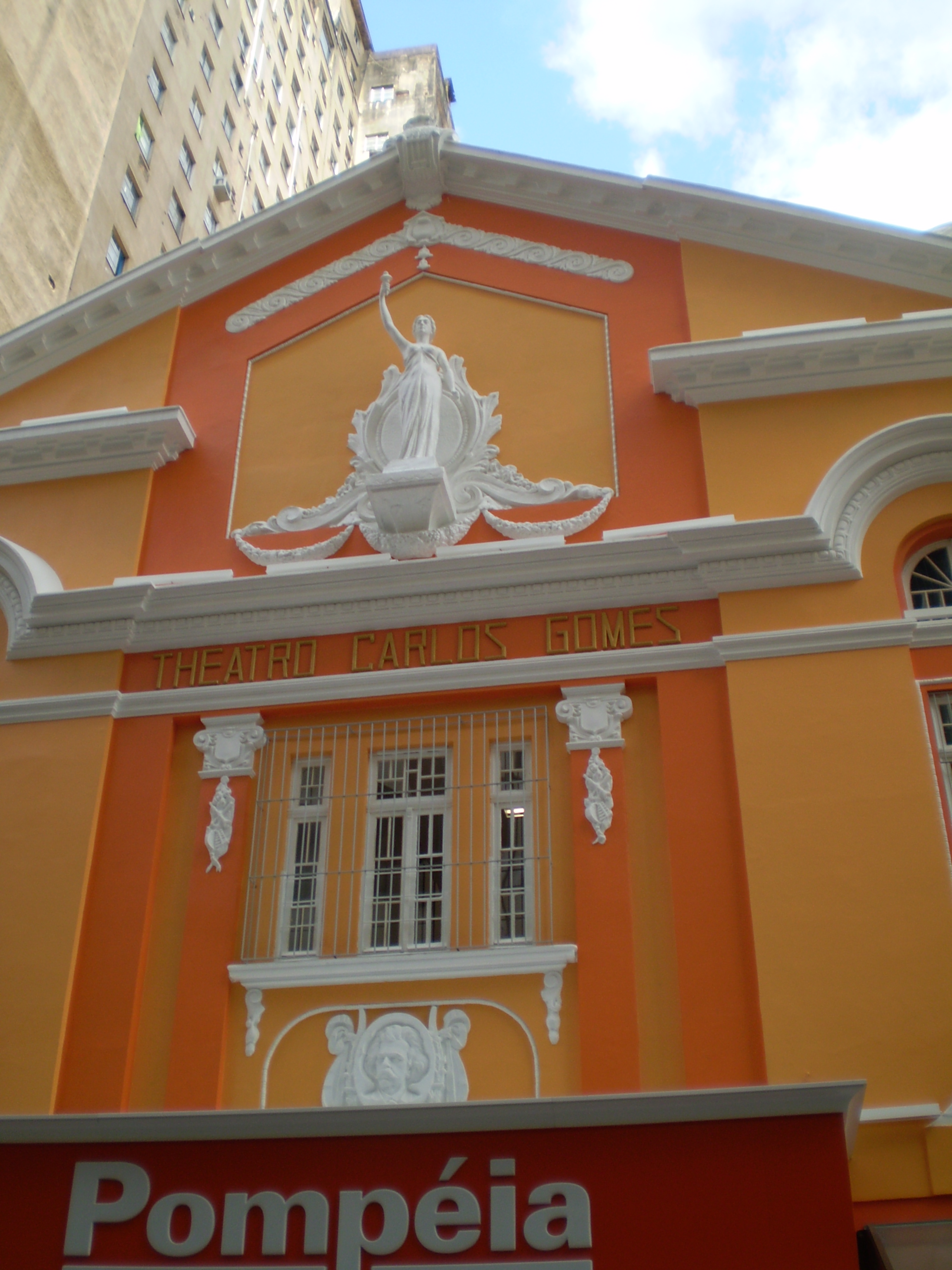
Detalhe do frontão.

Seu prédio histórico ainda sobrevive, mas o interior foi completamente alterado para adaptação à função de loja comercial. Originalmente continha uma plateia de 2 mil lugares, com mezzanino, balcões e camarotes. Em 1971 passou por uma grande reforma no interior, que reduziu sua capacidade mas aprimorou a decoração, e a fachada recebeu uma marquise. Em 1990 outras reformas reduziram ainda mais o número de assentos e foi construído um camarim para atores. Após o fechamento da casa, o edifício foi adquirido pelas Lojas Pompeia, que promoveram um restauro na fachada, recuperando uma aparência muito próxima da primitiva, com uma disposição geral clássica num tratamento eclético. Desataca-se o grande frontão triangular com uma estátua de uma mulher segurando uma tocha.
Na apreciação de Gustavo Faraon,
"Interessa notar que, no decorrer de sua história, o Cine Teatro Carlos Gomes sempre manteve algumas características intactas. Uma delas, e quiçá mais importante, é o caráter popular de sua programação. Assim permaneceu quando o cinema recebia os seriados completos, os programas de rádio, as apresentações de mágicos, as reprises, os filmes de ação, os westerns, os filmes de artes marciais, as pornochanchadas, os filmes pornográficos e as apresentações ao vivo de sexo explícito. Foram todos programas de entretenimento populares, cada um refletindo um pouco as modas e as novas liberdades de cada época, independentemente de juízo de valor. [...]
"A última década de funcionamento do Carlos Gomes marcou ainda uma espécie de retorno ao passado, do cinema calcado no voyeurismo, no inusitado, às vezes até no bizarro, mas também um retorno ao cine-teatro. Teatro que, na época da inauguração da sala, emprestava o prestígio dos palcos a uma atividade nova que ainda necessitava de respaldo para se firmar enquanto expressão artística (o cinema), e que nos últimos anos da atividade da sala terminou por ele mesmo ser usado como efeito de novidade".